# クレメンタイン・フォード
クレメンタイン・フォード（Clementine Ford、1979年6月29日 - ）は、アメリカ合衆国の女優。ロサンゼルスに住むレズビアン達を描いたドラマ『Lの世界』シーズン4から登場するモリー・クロール役で知られ、実母である女優シビル・シェパードと劇中でも親子を演じた。2009年4月からアメリカ合衆国の長寿ドラマ『The Young and the Restless』の四代目Mackenzie Browning役を演じている。

## 私生活
2009年4月The Advocate誌にてバイセクシュアルであることをカミングアウトし、同年5月には音楽プロデューサーのリンダ・ペリーとの交際をSoap Opera Digestに語った。
2012年に俳優のサイラス・ウィルコックスと結婚し、2子をもうけている。

## 出演作品
- The Young and the Restless (2009～) - マッケンジー・ブラウニング役 （TV）
- Lの世界 The L Word (2007～2009) - モリー・クロール役 （TV）
- パラドックス・ハプニング Last Goodbye (2004) - アグネス・シェルビー役 （映画）
- ドクターハウス House M.D. (2004) - サマンサ・キャンベル役（TV）

## 受賞
- ミス・ゴールデン・グローブ賞 (1998)